# 2022년 삼성 라이온즈 시즌
2022년 삼성 라이온즈 시즌은 삼성 라이온즈가 KBO 리그에 참가한 41번째 시즌이다. 허삼영 감독이 팀을 이끈 3번째 시즌이었으나 심창민 (NC 이적) 최채흥 (상무 입대) 최지광 (상무 입대) 등 마운드에서 이탈한 선수가 여러 차례 발생했던 충격 탓인지  성적 부진으로 중도 사퇴한 뒤 박진만 감독 대행이 잔여 시즌을 책임졌다. 주장은 원래 김헌곤이었다가 오재일로 교체되었으며, 도중에 피렐라가 임시 주장을 맡기도 했다. 팀은 최채흥의 군 입대 등으로 마운드가 허술해진 데다 주전 중견수 박해민이 FA 자격을 얻어 고향 팀 LG로 떠난 충격 탓인지   10팀 중 정규 시즌 7위에 그쳐 포스트시즌 진출에 실패했다.

## 타이틀
- 항저우 아시안 게임 국가대표: 이병규(코치)
- MLB 월드 투어: 코리아 시리즈 2022 영남 연합팀: 우규민, 원태인, 오승환, 강민호, 김태군, 강한울, 김상수, 이원석, 오재일, 구자욱
- MLB 월드 투어: 코리아 시리즈 2022 KBO 올스타: 오재일
- KBO 골든글러브: 피렐라 (외야수)
- 리얼글러브: 원태인 (투수)
- 조아제약 프로야구대상 헤파토스상: 김현준
- 스포츠서울 올해의 코치상: 박한이
- 웰컴톱랭킹 9월 투수 1위: 뷰캐넌
- 프로야구 40주년 레전드 올스타 40인: 이승엽 (4위), 장효조 (6위), 양준혁 (7위), 이만수 (12위), 김시진 (20위), 배영수 (35위), 박진만 (39위)
- 일간스포츠 선정 프로야구 40주년 올스타: 오승환 (불펜투수 1위), 이승엽 (1루수), 장효조 (외야수 1위), 양준혁 (외야수 2위)
- 김성한 선정 프로야구 올타임 베스트: 오승환 (구원투수), 이만수 (포수), 이승엽 (1루수), 장효조 (외야수), 양준혁 (지명타자)
- 김동수 선정 프로야구 올타임 베스트: 오승환 (구원투수), 이승엽 (1루수), 양준혁 (지명타자)
- 김한수 선정 프로야구 올타임 베스트: 이승엽 (1루수), 장효조 (외야수), 양준혁 (지명타자)
- 양준혁 선정 프로야구 올타임 베스트: 오승환 (구원투수), 이만수 (포수), 이승엽 (1루수), 장효조 (외야수)
- 염경엽 선정 프로야구 올타임 베스트: 오승환 (구원투수), 이승엽 (1루수), 박진만 (유격수)
- 김광수 선정 프로야구 올타임 베스트: 박진만 (유격수), 장효조 (외야수), 양준혁 (지명타자)
- 송진우 선정 프로야구 올타임 베스트: 오승환 (구원투수), 이승엽 (1루수), 류중일 (유격수), 장효조 (외야수)
- 김태균 선정 프로야구 올타임 베스트: 이승엽 (1루수), 박진만 (유격수)
- 양상문 선정 프로야구 올타임 베스트: 이승엽 (1루수), 장효조 (외야수)
- 한국갤럽 선정 한국인이 가장 좋아하는 국내 프로야구팀: 삼성 라이온즈
- 한국갤럽 선정 가장 좋아하는 한국인 야구선수 7위: 구자욱
- 코리아리서치인터내셔널 선정 가장 선호하는 국내 프로야구팀: 삼성 라이온즈
- 한국대학스포츠협의회 선정 고려대학교 출신 올스타: 진갑용 (포수)
- 한국대학스포츠협의회 선정 한양대학교 출신 올스타: 이만수 (포수), 류중일 (유격수), 김용국 (3루수), 박해민 (좌익수), 장효조 (중견수), 이종두 (지명타자)
- 한국대학스포츠협의회 선정 연세대학교 출신 올스타: 신명철 (2루수)
- 한국대학스포츠협의회 선정 동국대학교 출신 올스타: 배영섭 (중견수), 박한이 (우익수)
- 올스타 선발: 이승현 (2002년) (구원투수), 오승환 (마무리투수), 김태군 (포수), 김지찬 (2루수), 피렐라 (외야수 1위), 구자욱 (외야수 3위)
- 올스타전 추천선수: 뷰캐넌
- 올스타전 퍼포먼스상: 김태군
- 마구마구 레전드 카드: 양준혁
- 득점: 피렐라 (102)
- 2루타: 오재일 (42)
- 고의4구: 피렐라 (12)
- 완투: 뷰캐넌 (1)
- 완봉: 뷰캐넌 (1)
- 견제 아웃: 원태인 (6)

### 퓨처스리그
- 리얼글러브 퓨처스리그: 김동진, 박주혁, 김서준
- 퓨처스 올스타: 허윤동, 이병헌, 박승규, 공민규
- 남부리그 3루타: 김성윤 (5)

## 선수단
- 선발투수: 수아레즈, 뷰캐넌, 원태인, 백정현, 허윤동, 양창섭, 황동재
- 구원투수: 홍정우, 이승현, 우규민, 이승현, 문용익, 최하늘, 이승민, 김무신, 김대우, 최충연, 장필준, 이수민, 박세웅, 이상민, 노건우, 이재익, 박정준, 임대한, 김승현
- 마무리투수: 오승환, 박주혁, 김서준
- 포수: 강민호, 김태군, 김재성, 이병헌
- 1루수: 오재일, 조민성
- 2루수: 김지찬, 안주형, 김동진
- 유격수: 이재현, 김상수, 이해승
- 3루수: 강한울, 이원석, 오선진, 공민규, 김영웅, 최영진, 김호재
- 좌익수: 피렐라, 김재혁
- 중견수: 김현준, 박승규, 김성윤, 김성표, 김헌곤
- 우익수: 구자욱, 윤정빈, 송준석
- 지명타자: 이태훈, 이성규, 김동엽

## 여담
- 2월 3일에 구자욱과 5년 120억의 비FA 다년계약을 맺었다. 이는 KBO 리그 사상 최초로 총액 100억이 넘는 비FA 다년계약이다.
- 수아레즈는 이 시즌 2013년 이후 KBO 리그에서 규정 이닝을 채운 투수 중 단일 시즌 초구 헛스윙 유도 비율이 가장 높았다.
- 이 시즌에 삼성 라이온즈의 외국인 선수들의 WAR 합은 18.14였으나, 팀이 포스트시즌 진출에 실패함에 따라 KBO 리그 역대 포스트시즌 진출 실패 팀 중 가장 높은 외국인 선수 WAR을 기록한 케이스로 남았다.
- 윤성환은 당시 KBO 레전드 40인에 뽑히지 못한 은퇴 투수 중 통산 WAR이 가장 높았다. 다만 윤성환의 경우 애초에 후보가 아니었다.
- 오재일은 야수 선택 3회로 2013년 이후 단일 시즌 내야수 최다 기록을 세웠다.
- 삼성 라이온즈 2군은 10월 18일 한화 이글스 2군과 KBO 퓨처스 교육리그 사상 첫 경기를 치렀다.

## 같이 보기
- 2022년 롯데 자이언츠 시즌
- 2023년 삼성 라이온즈 시즌